# Жапалак (Ошская область)
Жапалак (кирг. Жапалак) — село в Кара-Сууском районе Ошской области Кыргызстана. Входит в состав Телейкенского айылного аймака.

## География
Село расположено в северо-западной части области, на берегу арыка Каирма, на расстоянии приблизительно 25 километров (по прямой) к юго-юго-западу от города Кара-Суу, административного центра района. Абсолютная высота — 1052 метра над уровнем моря.

## История
Населённый пункт получил статус села согласно Закону Кыргызской Республики "Об отнесении некоторых населённых пунктов Баткенской, Джалал-Абадской, Нарынской и Ошской областей Кыргызской Республики к категории айыла (села)" от 21 апреля 2020 года.

## Население
Согласно оценочным данным Национального статистического комитета Кыргызской Республики, численность населения села на начало 2023 года составляла 2515 человек.
| год     | 2021 | 2023 |
| ------- | ---- | ---- |
| человек | 2403 | 2515 |